# Poissy
Poissy je zahodno predmestje Pariza in občina v departmaju Yvelines osrednje francoske regije Île-de-France. Leta 1999 je naselje imelo 35.841 prebivalcev.

## Geografija
Kraj leži na levem bregu reke Sene 24 km zahodno od središča Pariza.

## Administracija
Poissy je sedež dveh kantonov:
- Kanton Poissy-Jug (del občine Poissy, občine Crespières, Davron, Les Alluets-le-Roi, Orgeval, Morainvilliers: 23.068 prebivalcev),
- Kanton Poissy-Sever (del občine Poissy, občine Carrières-sous-Poissy, Médan, Villennes-sur-Seine: 42.443 prebivalcev). Oba kantona sta sestavna dela okrožja Saint-Germain-en-Laye.

## Zgodovina
Poissy je bil leta 1561 prizorišče neuspešnega verskega srečanja med katoliki in hugenoti.

## Pobratena mesta
- Pirmasens (Nemčija)